# Калашников, Анатолий Тимофеевич
Анатолий Тимофеевич Калашников (род. 1940) — советский и российский учёный, горный инженер, доктор технических наук, лауреат премии имени Н. В. Мельникова (1992).

## Биография
Родился 8 июля 1940 года в селе Новоильиновка Кустанайской области.
В 1962 году — окончил Магнитогорский металлургический институт.
С 1962 по 1980 годы — работал на Соколовско-Сарбайском горно-обогатительном комбинате.
С 1980 по 1988 годы — главный инженер ЛГОКа, с 1988 по 1997 годы — генеральный директор ЛГОКа.
Президент Союза горнопромышленников России с 1997 года.
С 1993 по 1994 годы — вице-президент Ассоциации приватизируемых и частных предприятий.
Академик Российской инженерной академии.
Автор научных работ и публикаций, имеет 18 авторских свидетельств и 6 патентов на изобретения.
В 1987 году защитил кандидатскую диссертацию на тему «Разработка новой технологии взрывоподготовки железистых кварцитов на карьерах».
В период его руководства 11 августа 1993 года на Лебединском карьере произошел трагический несанкционированный взрыв ряда скважинных зарядов и взрывной сети с предполагаемым задействованием промышленного взрывчатого вещества в количестве, превышающем 200 тонн. В результате взрыва погибло 12 человек, повреждено 13 единиц техники. Специальной комиссии, назначенной совместным приказом Госгортехнадзора России и Комитета по металлургии Российской Федерации, установить истинные причины возникновения несанкционированного взрыва не удалось, поскольку весь персонал взрывников, проводивших работу, погиб .
В короткий срок в 1993-94 годах под брендом и на материальной базе Лебединского ГОКа развил в городе Губкин комплекс предприятий пищевой промышленности и подсобных хозяйств, не относящихся к горнодобывающему производственному профилю предприятия: агрофирму, меловой завод, пивной завод, завод по производству снеков, завод по производству соков и др. Реконструировал в 1994 году гостиницу "Лебедь" в Губкине, которую возглавляла его собственная супруга. По собственной инициативе в разгар экономического кризиса начал строительство в городе гигантского, второго на тот момент по величине в России после московского храма Христа Спасителя Спасо-Преображенского собора. Семь миллионов долларов на строительство Спасо-Преображенского собора пожертвовали 34 иностранные фирмы из 13 стран и 50 российских предприятий, а каждый работник Лебединского ГОКа перечислил на храм трехдневный заработок.
Cтал фигурантом многочисленных громких скандалов с акционерами предприятия из-за падения производственных и финансовых результатов в 1995-1997 г.г. 
В 1994 году в швейцарском городе Лугано открыл официальное представительство комбината "LebGOK AG". Был использован правовой механизм, известный как толлинг, когда вся добываемая руда на комбинате считалась юридически собственностью зарубежных компаний. Тогда же было принято решение о строительстве первой очереди завода горячебрикетированного железа
Финансовую политику, проводимую Калашниковым А.Т., по мнению делового журнала "Профиль (журнал)", можно охарактеризовать как "экономический анархизм". Было привлечено значительное количество заемных средств у крупных банков, таких как «Токобанк» и «Российский кредит», но значительная их часть была израсходована не на развитие основного бизнеса, а на выплату заработной платы высокопоставленным сотрудникам, в результате чего к концу 1997 года остановилась выплата заработной платы рядовым сотрудникам, а к середине 1998 года производство сделалось убыточным . На конец 1997 года задолженность по выплате заработной платы составляла около 43 миллиардов неденоминированных рублей.
Стройка первой очереди завода горячебрикетированного железа (ГБЖ), на которые были направлены средства кредита, взятого у немецких банкиров, по собственному признанию Калашникова, не обеспеченного государственными гарантиями, так и не была им завершена. Первые 20 тонн брикетов были получены только в мае 1999 года . При проектировании и строительстве завода руководством предприятия во главе с Калашниковым А.Т. были допущены существенные просчеты, и запустить производство ему не удалось, так же были просрочены выплаты процентов по кредитам немецких банков. В результате этого предприятие оказалось на грани банкротства уже к концу 1998 года .
Второго ноября 1997 года в Старом Осколе состоялось внеочередное собрание акционеров Лебединского горно-обогатительного комбината. Присутствовавшие на собрании акционеры, которые в совокупности владели 55,25% уставного капитала, почти единогласно проголосовали за досрочное прекращение полномочий гендиректора Калашникова А.Т. .
Задачи по сокращению накопленной ранее задолженности по выплате заработной платы сотрудникам, выплаты долгов в городской и областной бюджеты, в том числе за электроэнергию, а так же реструктуризации долга перед немецкими банками, в том числе перенос срока последней выплаты по кредиту на строительство первой очереди завода ГБЖ с 2004 года на 2007 год были решены к концу 1999 года новым менеджментом Лебединского ГОКа во главе с генеральным директором Новиковым Л.Н., что позволило избежать признания Лебединского ГОКа банкротом по требованию комитета кредиторов «Токобанка».
По результатам его деятельности во главе Лебединского ГОКа против Калашникова А.Т. было возбуждено 11 уголовных дел, из них 8 – генеральной прокуратурой.

## Награды
- Премия имени Н. В. Мельникова (1992) — за серию работ в области комплексного освоения железорудного месторождения и создание ресурсосберегающих технологий
- Премия Совета Министров СССР (1986)
- Государственная премия Российской Федерации в области науки и техники (1996) — за разработку и внедрение способа, техники и технологии термического расширения скважин на карьерах
- Орден Трудового Красного Знамени
- Орден «Знак Почёта»
- Орден «За заслуги перед Отечеством» III степени (1996)
- Орден святого равноапостольного великого князя Владимира III степени
- Орден святого благоверного князя Даниила Московского III степени
- Почётный гражданин г. Губкина и Губкинского района (1996)